# The Antman
The Antman (auch Planet B: The Antman, DVD-Titel: Antrage – Der Ameisenmann) ist ein deutscher Horror-Trashfilm aus dem Jahr 2002. Regie führte Christoph Gampl, produziert wurde der Film von Thomas Zickler, der unter anderem für Kinoerfolge wie Knockin’ on Heaven’s Door, Keinohrhasen und Honig im Kopf verantwortlich war. In den Hauptrollen sind Götz Otto, Elisabeth Volkmann und Gojko Mitić zu sehen.

## Handlung
Don José de Alvarez gilt als mexikanischer Volksheld, nachdem er ein in Mexiko-Stadt wütendes Mischwesen aus Mensch und Ameise vernichten konnte. Er heiratet die Journalistin Bella Bonita und will sich mit ihr nach Campo del Sol, dem Dorf, in dem er aufwuchs, absetzen. Dort schlägt den beiden jedoch eine aggressive Stimmung entgegen. Besonders die Bürgermeisterin El Busto und der alte Indianer Fumigimo sind ihnen feindlich gesinnt. Der psychopathisch wirkende Loco Satano ist der Bruder von José und der Einzige aus Alvarez’ Familie, der noch im Dorf lebt. José begibt sich in die Wüste, um nach Spuren seiner Familie zu suchen, und findet dabei die skelettierten Überreste seiner Mutter. Unterdessen wird Bella in ihrem Haus von unzähligen Ameisen attackiert. Loco kommt dazu und hilft ihr, indem er die Ameisen zu kontrollieren scheint. Bella und José bemerken, dass außer der Bürgermeisterin keine einzige Frau im Dorf wohnt. Sie finden heraus, dass Loco eine Art Ameisenpriester geworden ist, der die Tiere kontrollieren und befehligen kann, und eine Mischung aus Mensch und Ameise als perfektes Lebewesen betrachtet. Dazu entführte er alle Frauen des Ortes in eine unterirdische Höhle, in der er versucht, Ameisenmenschen zu erschaffen. Dabei beruft er sich auf einen uralten Kult der Ureinwohner des Landes.
José, der in der Höhle mit einer brennenden Öllampe mehrere der als heilig angesehenen Ameisen tötet, muss eine Nacht lang ein Ritual über sich ergehen lassen, wobei er, mit Zuckerwasser eingerieben, den aggressiven Ameisen ausgesetzt wird. Er überlebt die Nacht und wird daraufhin von El Busto und Fumigimo akzeptiert. José und Bella beschließen, Loco das Handwerk zu legen. Scheinbar gelingt es José, ihn zu erschießen, kurz darauf wird Bella jedoch von Ameisen in die Erde gezogen. Gemeinsam mit Fumigimo startet José eine Rettungsaktion. Sie betreten Locos Höhle und finden ihn dabei vor, wie er Bella zu seiner neuen Ameisenkönigin machen will. Es kommt zu einem Kampf. José wird von einem riesigen Schwarm Ameisen attackiert, Loco kann ihn besiegen und verwandelt ihn in ein Monster: den Ameisenmann. Als dieser daraufhin mit Bella weitere Mischwesen zeugen soll, gelingt es José, trotz der Verwandlung die Kontrolle über seine Handlungen wiederzuerlangen. Fumigimo und Bella können aus der Höhle fliehen, Loco wird im finalen Kampf durch den Ameisenmann getötet. Das Monster bleibt in der Höhle zurück, und Bella verlässt kurze Zeit später alleine das Dorf.

## Hintergrund
The Antmann gehört zur B-Movie-Reihe Planet B des Berliner Produktionsunternehmens TTD Checkpoint Berlin Filmproductions, welches 1999 von Timothy Tremper, Thomas Zickler und Daniel C. Witte gegründet wurde. In der Reihe erschienen außerdem die Filme Detective Lovelorn und die Rache des Pharao und Mask Under Mask.
Gedreht wurde The Antmann mit einem Budget von etwa 800.000 Euro im Studio Babelsberg in Potsdam. Der Film wurde unter anderem auf dem Fantasy Filmfest 2002 und der Berlinale 2002 aufgeführt. Kinostart in Deutschland war am 30. Januar 2003, die Veröffentlichung auf DVD erfolgte aufgrund rechtlicher Probleme erst im Jahr 2010.

## Rezeption
Für die Cinema-Redaktion ist The Antman „herrlich hanebüchener Trash“, das Fazit lautet „sehenswert“. Marcus Littwin sieht in The Antman eine „Hommage an die alten B-Movie Klassiker“ mit „stimmiger Atmosphäre“ und „eigenem Look“, er lobt sowohl die Selbstironie und Übertreibungen der Schauspieler als auch Wolfgang Hess als Erzählerstimme. Kino.de stuft den Film als „Latino-Splatter-Erotik-Trash-Movie“ ein und spricht ihm „erheiternde Tricks“ und „alternative Effekte“ zu, sieht allerdings die „Antwort auf eine Krise des deutschen Kinos […], wie es der ehrgeizige Plan B der Produktion Checkpoint Berlin vorsieht“ nicht als gegeben an.